# Александр (Чунин)
Епископ Александр (в миру Алексей Петрович Чунин; 5 (18) февраля 1904, Санкт-Петербург — 11 мая 1970, Сормово (ныне в черте Нижнего Новгорода), Горьковская область) — епископ Древлеправославной Церкви Христовой старообрядцев, приемлющих белокриницкую иерархию, епископ Волжско-Донской и Кавказский.

## Биография
Родился 5 (18) февраля 1904 года в Петербурге в семье Петра Ивановича Чунина и Евдокии Яковлевны (урождённой Затравкиной). Наречен именем в память Св. митрополита Алексия, Киевского и всея Руси.
Позже — учёба в гимназии, в Петербургском техникуме путей сообщения, работа экономистом на железной дороге, а по выходным — служба уставщиком.
В 1927 году женился на Александре Фёдоровне Коноваловой. В браке родилось двое детей.
В 1932 году арестован (вместе с епископом Геронтием и многими другими петербургскими старообрядцами). Третий сын родился, когда А. П. Чунин уже полгода был в заключении.
Осуждение на три года лагерей + пять лет ссылки, работал на Беломорканале и на строительстве железных дорог в Подмосковье. Поражение в правах (и «101-й километр»); переезд семьи из Петербурга в Воронеж.
В 1941 году призван на войну. Служил писарем при штабе полка.
В 1943 году демобилизовался по инвалидности. Переехал с семьёй в Йошкар-Олу. Работал в разных местах (вплоть до зав. отделом Совмина Марийской республики).
В 1946 году от туберкулёза умерла его жена. Епископ Геронтий предложил ему принять священный сан.
В марте 1958 года был поставлен во диаконы и во иереи, пострижен во иночество.
30 марта 1958 года в Покровском соборе в Москве хиротонисан во епископа Горьковского и Костромского.
С самого момента хиротонии — разыгрался конфликт с Уполномоченным Совета по делам религий по г. Горькому — тот был противником поставления епископа Александра, не хотел давать разрешение на его постоянную прописку (и, значит, проживание в г. Горьком) и требовал получения разрешений на каждый приезд епископа Александра в Горьковскую область и на каждое его архиерейское служение.
В феврале-марте 1959 года на Совете Старообрядческой Архиепископии под давлением Совета по делам религий при Совмине СССР принимается решение о переводе епископа Александра на архиерейскую кафедру в Ростов-на Дону.
В середине февраля 1961 года в Москве созывается Собор по избранию Предстоятеля на место почившего 25 декабре 1960 года архиепископа Флавиана. Епископ Александр частью духовенства выдвигается в качестве кандидата на пост архиепископа, но отклоняет свою кандидатуру.
19 февраля в Покровском соборе в Москве епископ Александр участвует в качестве главного рукополагателя в хиротонии избранного на Московскую и всея Руси кафедру епископа Иосифа (Моржакова).
Продолжается тяжба с непокорствующими христианами в приходе в Ессентуках и в приходе в Волгограде. (Как позже стало известно, эта группа непокорных активно жалуются в органы Совета по делам религий на «самоуправство» еп. Александра и разными путями добиваются его отстранения).
25 августа состоялась тяжёлая беседа с Уполномоченным по Волгоградской области Н. М. Тихоновым. Тема — о путях смещения епископа (очевидно, на епископа Александра началось давление и угрозы о возможном его смещении).
3-6 октября 1961 года активно участвует в деятельности Освященного Собора в качестве «епископа Волжско-Донского и Кавказского».
В марте-мае 1962 года вызван к Ростовскому уполномоченному и лишён регистрации «до рассмотрения»…
Вынужден бы прекратить архиерейское служение.
В 1962—1967 годы находился «на покое», повременно проживал у сестёр в Ленинграде или у сына Петра в Горьком. В Горьком постоянно ходит в храм (стоит в правом приделе), много встречается с молодёжью; не раз получает предупреждения от властей о «прекращении незаконной общественной деятельности».
Через недругов в церкви организуется травля епископа Александра — с целью добиться извержение его из священного сана. Собираются кляузы и доносы. Владыка Александр, зная об этом, пишет ряд писем в Москву — архиепископу Иосифу, и пару раз приезжает для личной встречи с архиепископом. 24 января 1968 года на Освященном соборе ставится вопрос о деятельности находящегося на покое епископа Александра — в его отсутствие. На соборе недруги требуют извержения из сана, собор выносит запрещение.
В конце жизни тяжело болен раком. Жил у сына Петра в Сормове.
В апреле по почте приходит из Москвы постановление о снятии с еп. Александра запрещения
Скончался 11 мая 1970 года. 14 мая погребён в Успенском храме в Нижнем Новгороде. Погребение в этом храме совершил епископ Клинцовско-Новозыбковский Иоасаф (Карпов). Похоронен в Нижнем Новгороде, на Бугровском кладбище рядом с могилой епископа Нижегородского Гурия (Спирина).